# Dream Park〜野球場へゆこう〜
『Dream Park〜野球場へゆこう〜』は、2004年に発表された日本野球機構のオフィシャルソングである。2013 ワールド・ベースボール・クラシックの際から野球日本代表の応援団により出塁テーマ、得点テーマとして演奏される。

## 作者
- 作詞: 森浩美
- 作曲: 船山基紀／関戸鉄也
- 編曲: 船山基紀
- 歌: 鈴木雄大＆Dream Park Kids Project